# Teresa Berganza
Teresa Berganza Vargas (Madrid, 16 marzo 1933 – Madrid, 13 maggio 2022) è stata un mezzosoprano spagnolo.

## Biografia
Studiò pianoforte e canto al Conservatorio Reale di Madrid, vincendo nel 1954 il primo premio per la disciplina di canto. debuttò in concerto nella sua città natale, Madrid, l'anno seguente.
L'esordio sulla scena teatrale fu nel ruolo di Dorabella in Così fan tutte, al Festival di Aix-en-Provence del 1957. In quello stesso anno cantò per la prima volta anche al Teatro alla Scala e l'anno seguente fu di scena a Glyndebourne.
Fu poi sul palcoscenico di Dallas insieme a Maria Callas nella Medea di Cherubini.
Destinata a divenire interprete mozartiana e rossiniana per eccellenza, nel 1959 interpretò Rosina in Il barbiere di Siviglia al Royal Opera House di Londra, ruolo che divenne uno dei suoi cavalli di battaglia. Nel 1967 debuttò al Metropolitan Opera di New York come Cherubino ne Le nozze di Figaro.
Fu interprete nel 1987 al Rossini Opera Festival della prima riproposizione in epoca moderna, nella versione per orchestra elaborata da Salvatore Sciarrino, della cantata Giovanna D'Arco, composta originalmente nel 1832 per voce sola e pianoforte da Gioachino Rossini.
Cantò anche in occasione di concerti, il primo dei quali alla Carnegie Hall nel 1964. Il suo repertorio includeva chansons, romanze e lieder in lingua spagnola, lingua francese, lingua tedesca e lingua russa.
Apparve in nove produzioni cinematografiche operistiche. Le più rilevanti furono una celebre edizione de Il barbiere di Siviglia del 1972 con la regia di Jean-Pierre Ponnelle e il film di Joseph Losey Don Giovanni, nel ruolo di Zerlina. Inoltre Werther e Carmen (1980).
Nel 1992 cantò Himno a la alegría con Giacomo Aragall, José Carreras, Montserrat Caballé e Plácido Domingo nella cerimonia d'apertura dei Giochi della XXV Olimpiade.
Apprezzata per la tecnica vocale, l'intelligenza musicale e la presenza scenica, vinse per tre volte il Grand Prix Académie Charles Cros. Nel 1994 è divenuta la prima donna eletta nell'Accademia Reale delle Arti di Spagna. Nel 1996 ha vinto il Premio Nacional de Música.
Insegnò canto all'Escuela Superior de Música Reina Sofía e tenne Master Class in tutto il mondo. Fra i suoi studenti figurarono María Bayo e Jorge Chaminé.
È considerata una delle più grandi cantanti d'opera della seconda metà del novecento e una delle migliori cantanti rossiniane di tutti i tempi.

## Vita privata
Dal 1957 al 1977 fu sposata con il pianista e compositore Félix Lavilla, con cui registrò diversi dischi e si esibì a lungo in tournée. Dalla loro unione nacquero tre figli, fra cui il soprano Cecilia Lavilla Berganza.

## Repertorio operistico
| Ruolo        | Titolo                    | Autore     |
| ------------ | ------------------------- | ---------- |
| Carmen       | Carmen                    | Bizet      |
| Neris        | Medea                     | Cherubini  |
| Salud        | La vida breve             | de Falla   |
| Reine Pirene | Atlantida                 | de Falla   |
| Rosaura      | Los Gavilanes             | Guerrero   |
| Ruggiero     | Alcina                    | Händel     |
| Charlotte    | Werther                   | Massenet   |
| Dulcinée     | Don Quichotte             | Massenet   |
| Ottavia      | L'incoronazione di Poppea | Monteverdi |
| Giacinta     | La finta semplice         | Mozart     |
| Cherubino    | Le nozze di Figaro        | Mozart     |
| Zerlina      | Don Giovanni              | Mozart     |
| Dorabella    | Così fan tutte            | Mozart     |
| Sesto        | La clemenza di Tito       | Mozart     |
| La Périchole | La Périchole              | Offenbach  |
| Gitana       | El gato montés            | Penella    |
| Suzuki       | Madama Butterfly          | Puccini    |
| Didone       | Dido and Aeneas           | Purcell    |
| Conception   | L'heure espagnole         | Ravel      |
| Isabella     | L'italiana in Algeri      | Rossini    |
| Rosina       | Il barbiere di Siviglia   | Rossini    |
| Angelina     | La Cenerentola            | Rossini    |
| Rosa         | Los claveles              | Serrano    |
| Dolorés      | La Dolorosa               | Serrano    |

## Discografia
- Beethoven, Sinf. n. 9 in re min. op.125 Corale, Kubelik / Donath / Berganza / Ochman - Deutsche Grammophon
- Bizet, Carmen, Abbado/Berganza/Domingo/Milnes - 1977 Deutsche Grammophon
- Falla, Cappello / Amore stregone, Ozawa/Navarro/Berganza - Deutsche Grammophon
- Falla, La vida breve, Navarro/Carreras/Berganza/Pons - Deutsche Grammophon
- Falla: Nights in the Gardens of Spain, 3-Cornered Hat, La Vida Breve - Alicia de Larrocha/Ernest Ansermet/L'Orchestre de la Suisse Romande/Sergiu Comissiona/Teresa Berganza, 1988 Decca
- Falla: El Sombrero de Tres Picos & La Vida Breve & El Amor Brujo - Ernest Ansermet/L'Orchestre de la Suisse Romande/Marina de Gabarin/Teresa Berganza, 1961 Decca
- Handel: Alcina, HWV 34 (Complete) - Giulio Cesare in Egitto, HWV 17 (Highlights) - Dame Joan Sutherland/London Symphony Orchestra/Mirella Freni/Monica Sinclair/Richard Bonynge/Teresa Berganza, 1992 Decca
- Mozart, Così fan tutte - Gabriel Bacquier/Jane Berbié/London Philharmonic Orchestra/Pilar Lorengar/Ryland Davies/Sir Georg Solti/Teresa Berganza/Tom Krause, 1974 Decca
- Mozart: La Finta Semplice - Teresa Berganza/Helen Donath/Robert Holl/Anthony Rolfe Johnson/Jutta-Renate Ihloff/Thomas Moser/Robert Lloyd, 1983 - Mozarteum-orchester Salzburg, Leopold Hager - Orfeo Teldec
- Offenbach, La Périchole - Teresa Berganza/José Carreras/Gabriel Bacquier/Chœur et Orchestre du Capitole de Toulouse/Michel Plasson, EMI.
- Pergolesi / Scarlatti, Stabat Mater, Freni / Berganza / Mackerras - Archiv Produktion
- Puccini, Madama Butterfly, Sinopoli / Freni / Carreras / Pons - 1987 Deutsche Grammophon
- Rossini, Il barbiere di Siviglia, Abbado / Alva / Dara / Berganza / Prey - 1972 Deutsche Grammophon
- Rossini, Il barbiere di Siviglia, Varviso / Ausensi / Ghiaurov/ Berganza/Corena - Decca
- Rossini, La Cenerentola, Abbado / Berganza / Alva / Capecchi - Deutsche Grammophon
- Rossini, Italiana in Algeri, Varviso / Berganza / Panerai / Alva - Decca
- Stravinsky, Pulcinella, Abbado / LSO / Berganza / Davies / Shirley-Quirk - Deutsche Grammophon
- Berganza, A portrait of Teresa Berganza 50 anni di palcoscenico, Decca
- Berganza, The Singers, Decca
- Vivaldi, Salmo 126 e due Motteti, English Chamber Orchestra/Ros-Marba - Ensayo
- Vivaldi, Gloria / Magnificat, Muti / Berganza / Terrani - EMI
- Villa-Lobos / Braga / Guastavino, Varie, Berganza / Alvarez Parejo - Claves
- Schumann / Mussorgsky, Frauenliebe Und-leben / Kinderstube, Berganza / Requejo - Claves
- Ravel, Shéhérazade, M. Plasson, Orchestre du Capitol de Toulouse, EMI
- Canciones españolas - Felix Lavilla/Narciso Yepes/Teresa Berganza, 1992 Deutsche Grammophon
- Una voce poco fa: A Portrait of Teresa Berganza - Teresa Berganza, 1990 Decca
- Barcelona Games con Plácido Domingo, Montserrat Caballé, José Carreras, Giacomo Aragall e Juan Pons, 1992 RCA/BMG

## DVD & BLU-RAY
- Rossini, Il barbiere di Siviglia, Abbado/Alva/Dara/Berganza/Prey, regia Jean-Pierre Ponnelle - 1972 Deutsche Grammophon
- Mozart, Don Giovanni - Chorus & Orchestra of the Théâtre National de l'Opera, Paris/Lorin Maazel, 1979 SONY BMG